# El Retorno (película de 1930)
El Retorno es una película muda costarricense de los géneros comedia y drama, estrenada en 1930. Dirigida por el cineasta italiano Albert-Francis Bertoni y escrita por el costarricense Gonzalo Chacón Trejos, se le reconoce ser el primer largometraje en ser producido en el país. La historia relata el romance entre los dos protagonistas, Eugenia y Rodrigo, quienes viven en una hacienda cafetalera, y donde el segundo debe partir hacia la ciudad para seguir sus estudios, más se encuentra con varios problemas que lo obligan a regresar al campo.

## Argumento
Rodrigo y Eugenia son una pareja de primos, y de novios, que viven en una hacienda cafetalera en medio del campo gracias a la labor del padre de Eugenia, y tío político de Rodrigo, quien ostenta varios terrenos y haciendas a lo largo de la localidad. Sin embargo, Rodrigo debe partir a la ciudad capital, San José, para realizar sus estudios en derecho. Durante su travesía en la ciudad, Rodrigo conoce a un periodista de apodado como "Cupido" Delgado, quien lo introduce a diferentes lugares del lugar y a varias personas y mujeres, así como lo introduce a varias aventuras capitalinas.
Entre esas mujeres se encontraba una actriz, de quien Fernando se enamora, más a partir de aquí Fernando comenzaría a tener varios problemas, entre ellos que fue acusado de robarle una joya a la actriz (pero resulta inocente), sería engañado por su enamorada, y entre varios otros. Por ello, debe retornar hacia la hacienda en donde se reencuentra con su familia y con su novia, Eugenia.

## Producción
El largometraje fue rodado en varias localidades de Costa Rica, tales como Orosi, Ujarrás, Cartago, Ochomogo y San José.

## Reparto
- Rodrigo Tinoco como Rodrigo. Es el protagonista del relato. Es el novio de Eugenia, con quien reside en una hacienda cafetalera en el campo, más debe partir a la ciudad para realizar sus estudios.
- María Eugenia del Barco como Eugenia. Es la hija del hacendado Fernando Aguilar y novia de Rodrigo, con quien reside en una hacienda cafetalera.
- Abelardo Castro como “Cupido” Delgado. Es un periodista que conoce a Rodrigo cuando viaja a la ciudad, y le enseña varias mujeres.
- Fernando Montealegre como Fernando Aguilar. Es el padre de Eugenia y esposo de Marta de Aguilar. Tiene varias tierras y propiedades cafetaleras.
- Dorita Odio como la actriz. Una actriz de la ciudad que conoce a Rodrigo gracias al periodista.
- Marta de Quirós como Marta de Aguilar. Es la madre de Eugenia y esposa de Fernando Aguilar.
- Rodolfo Montealegre como Rodolfo. Es el mandador de Fernando Aguilar.
- Victoria de Van Huffel como Victoria. Es la viuda de un hermano de Fernando.